# Matthias Ostrzolek
Matthias Ostrzolek (ur. 5 czerwca 1990 w Bochum) – polsko-niemiecki piłkarz występujący na pozycji obrońcy. Od 2017 roku zawodnik klubu Admira Wacker Mödling.

## Młodość
Rodzice Ostrzolka pochodzą z polskiego Śląska. Matthias Ostrzolek urodził się w 1990 roku w Bochum i mieszkał najpierw w dzielnicy Langendreer. W wieku ośmiu lat, przeprowadził się z rodzicami do Dortmundu i osiadł w dzielnicy Lütgendortmund (sąsiaduje z dzielnicą Bochum Langendreer).

## Kariera klubowa
Treningi rozpoczął w 1996 roku w klubie WSV Bochum. W 1997 roku przeszedł do juniorów VfL Bochum. W 2009 roku został włączony do jego rezerw, grających w Regionallidze West. W grudniu 2010 roku dołączył do pierwszej drużyny Bochum, występującej w 2. Bundeslidze. Zadebiutował w niej 12 grudnia 2010 roku w wygranym 2:1 pojedynku z VfL Osnabrück. W barwach Bochum rozegrał 33 spotkania.
Na początku 2012 roku Ostrzolek przeszedł do pierwszoligowego Augsburga. W Bundeslidze zadebiutował 12 lutego 2012 roku w zremisowanym 0:0 meczu z 1. FC Nürnberg.
W 2014 roku Ostrzolek przeszedł do Hamburger SV.

## Kariera reprezentacyjna
W 2007 roku Ostrzolek dwukrotnie wystąpił w reprezentacji Polski U-17. W 2011 roku zadebiutował w reprezentacji Niemiec U-21.